# Letnie Igrzyska Olimpijskie 1984
Letnie Igrzyska Olimpijskie 1984, oficjalnie Igrzyska XXIII Olimpiady – wielosportowe zawody organizowane w Los Angeles w Stanach Zjednoczonych od 28 lipca do 12 sierpnia 1984 roku. Były to drugie w historii igrzyska zorganizowane w największym mieście Kalifornii oraz trzecie na terenie Stanów Zjednoczonych (szóste biorąc pod uwagę również edycje zimowe).

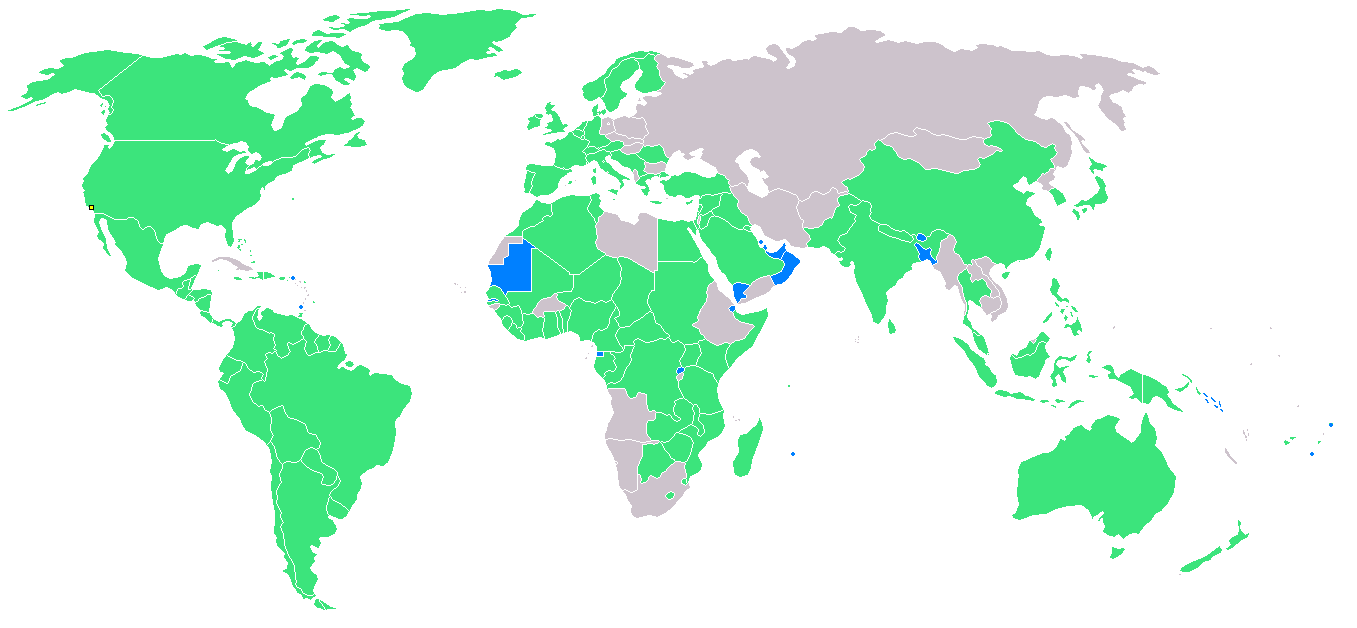
Państwa uczestniczące

W rywalizacji sportowej udział wzięło 6 797 sportowców ze 140 państw. Zawody zostały zbojkotowane przez Związek Radziecki i w ślad za nim przez większość państw socjalistycznych. Oficjalnym powodem rezygnacji państw zza żelaznej kurtyny z udziału w rywalizacji sportowej była obawa przed smogiem oraz brak bezpieczeństwa i odpowiedniego zaplecza sportowego – faktycznie jednak były to retorsje za bojkot poprzednich igrzysk w Moskwie przez Stany Zjednoczone i część państw zachodnich. Państwa bojkotujące igrzyska w Los Angeles zorganizowały w tym samym roku zawody Przyjaźń-84, które jednak nie kolidowały terminowo z rywalizacją olimpijską (z wyjątkiem rywalizacji jeździeckiej).
Igrzyska XXIII Olimpiady zakończyły się zwycięstwem gospodarzy w klasyfikacji medalowej; sportowcy ze Stanów Zjednoczonych zdobyli łącznie 83 złote medale. Na drugim miejscu z 20 złotymi medalami uplasowała się reprezentacja Rumunii, która była jednym z nielicznych państw socjalistycznych, które nie wsparły bojkotu.

## Względy polityczne
Ze względów politycznych, w ramach retorsji za nieobecność USA i innych państw zachodnich podczas Letnich Igrzysk Olimpijskich 1980 z udziału wycofała się reprezentacja ZSRR. W ślad za nią poszły Bułgaria, NRD, Wietnam, Mongolia, Czechosłowacja, Laos i Afganistan. Później podobną decyzję narzucono sportowcom innych krajów socjalistycznych: Polski, Kuby, Etiopii, Korei Północnej i Węgier. Kraje te zorganizowały własny cykl zawodów sportowych pod nazwą Przyjaźń-84. Jedynymi państwami socjalistycznymi, które nie zbojkotowały Igrzysk, były Chiny, Ludowa Republika Konga, Jugosławia i Rumunia.

## Państwa biorące udział w igrzyskach
| - Algieria - Andora - Antigua i Barbuda - Antyle Holenderskie - Arabia Saudyjska - Argentyna - Australia - Austria - Bahamy - Bahrajn - Bangladesz - Barbados - Belgia - Belize - Benin - Bermudy - Bhutan - Birma - Boliwia - Botswana - Brazylia - Brytyjskie Wyspy Dziewicze - Chile - Chiny - Cypr - Czad - Dania - Dominikana - Dżibuti - Egipt - Ekwador - Fidżi - Filipiny - Finlandia - Francja | - Gabon - Gambia - Ghana - Grecja - Grenada - Gujana - Gwatemala - Gwinea - Gwinea Równikowa - Haiti - Hiszpania - Holandia - Honduras - Hongkong - Indie - Indonezja - Irak - Irlandia - Islandia - Izrael - Jamajka - Japonia - Jemen Północny - Jordania - Jugosławia - Kajmany - Kamerun - Kanada - Katar - Kenia - Kolumbia - Kongo - Korea Południowa - Kostaryka - Kuwejt | - Lesotho - Liban - Liberia - Liechtenstein - Luksemburg - Madagaskar - Malawi - Malezja - Mali - Malta - Maroko - Mauretania - Mauritius - Meksyk - Monako - Mozambik - Nepal - Niger - Nigeria - Nikaragua - Norwegia - Nowa Zelandia - Oman - Pakistan - Panama - Papua-Nowa Gwinea - Paragwaj - Peru - Portoryko - Portugalia - Republika Środkowoafrykańska - RFN - Rumunia - Rwanda - Salwador | - Samoa - San Marino - Senegal - Seszele - Sierra Leone - Singapur - Somalia - Sri Lanka - USA - Suazi - Sudan - Surinam - Syria - Szwajcaria - Szwecja - Tajlandia - Chińskie Tajpej - Tanzania - Togo - Tonga - Trynidad i Tobago - Tunezja - Turcja - Uganda - Urugwaj - Wenezuela - Wielka Brytania - Włochy - Wybrzeże Kości Słoniowej - Wyspy Dziewicze Stanów Zjednoczonych - Wyspy Salomona - Zair - Zambia - Zimbabwe - Zjednoczone Emiraty Arabskie |

Na igrzyskach w Los Angeles zadebiutowało 18 krajów: Bahrajn, Bangladesz, Bhutan, Brytyjskie Wyspy Dziewicze, Dżibuti, Gwinea Równikowa, Gambia, Grenada, Mauretania, Mauritius, Jemen Północny, Oman, Katar, Ruanda, Samoa, Wyspy Salomona, Tonga i Zjednoczone Emiraty Arabskie.

## Państwa bojkotujące igrzyska
- Afganistan
- Angola
- Bułgaria
- Czechosłowacja
- Etiopia
- Iran
- Korea Północna
- Kuba
- Laos
- Mongolia
- Libia

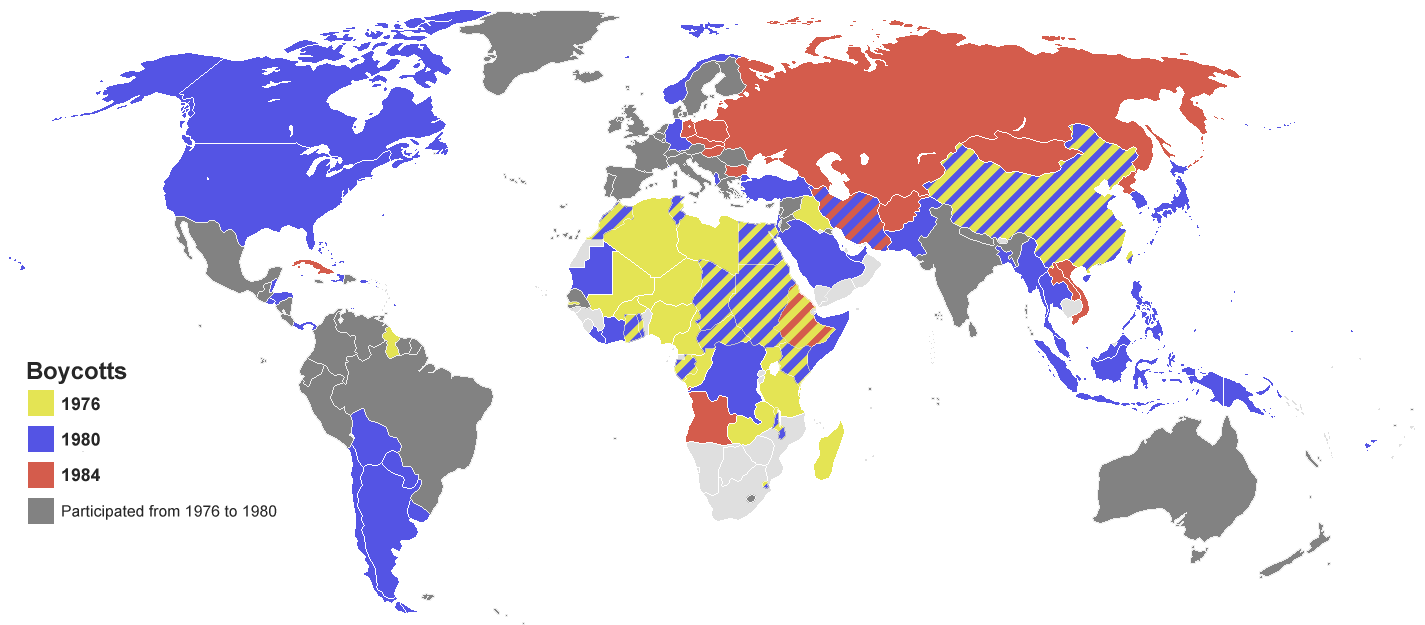
Państwa bojkotujące (na czerwono)

- Niemiecka Republika Demokratyczna
- Polska
- Węgry
- Wietnam
- Związek Radziecki

## Organizacja Igrzysk
Były to już drugie Igrzyska Olimpijskie w Los Angeles. Po raz pierwszy organizacja takiej imprezy została powierzona prywatnej spółce. Na czele Komitetu Organizacyjnego Igrzysk stanął Peter Ueberroth, właściciel firmy turystycznej. Niektóre obiekty sportowe wybudowały firmy sponsorujące igrzyska, np. McDonald’s wybudował zespół basenów.
Głównym obiektem Igrzysk był stadion Los Angeles Memorial Coliseum, na którym odbywały się również zawody w 1932.

## Otwarcie
W zawodach brało udział 140 państw. Wszystkich zawodników było 6802, w tym 1567 kobiet. Wszystkich dyscyplin było 21, w tym 221 konkurencji. Uroczystość otwarcia odbyła się 28 lipca 1984 na stadionie Los Angeles Memorial Coliseum. Uroczystego otwarcia dokonał prezydent Stanów Zjednoczonych Ronald Reagan, a znicz zapalił lekkoatleta Rafer Johnson.

## Dyscypliny
- Boks (12) (szczegóły)
- Gimnastyka (14) (szczegóły)
- Hokej na trawie (2) (szczegóły)
- Jeździectwo (6) (szczegóły)
- Judo (8) (szczegóły)
- Kajakarstwo (12) (szczegóły)
- Kolarstwo (8) (szczegóły)
- Koszykówka (2) (szczegóły)
- Lekkoatletyka (41) (szczegóły)
- Łucznictwo (2) (szczegóły)
- Pięciobój nowoczesny (2) (szczegóły)
- Piłka nożna (1) (szczegóły)
- Piłka ręczna (2) (szczegóły)
- Piłka wodna (1) (szczegóły)
- Pływanie (29) (szczegóły)
- Pływanie synchroniczne (2) (szczegóły)
- Podnoszenie ciężarów (10) (szczegóły)
- Piłka siatkowa (2) (szczegóły)
- Skoki do wody (4) (szczegóły)
- Strzelectwo (11) (szczegóły)
- Szermierka (8) (szczegóły)
- Wioślarstwo (14) (szczegóły)
- Zapasy (20) (szczegóły)
- Żeglarstwo (7) (szczegóły)

W ramach Igrzysk XXIII Olimpiady rozegrano także dwie konkurencje pokazowe:
- Baseball (1) (szczegóły)
- Tenis ziemny (2) (szczegóły)

## Obiekty sportowe

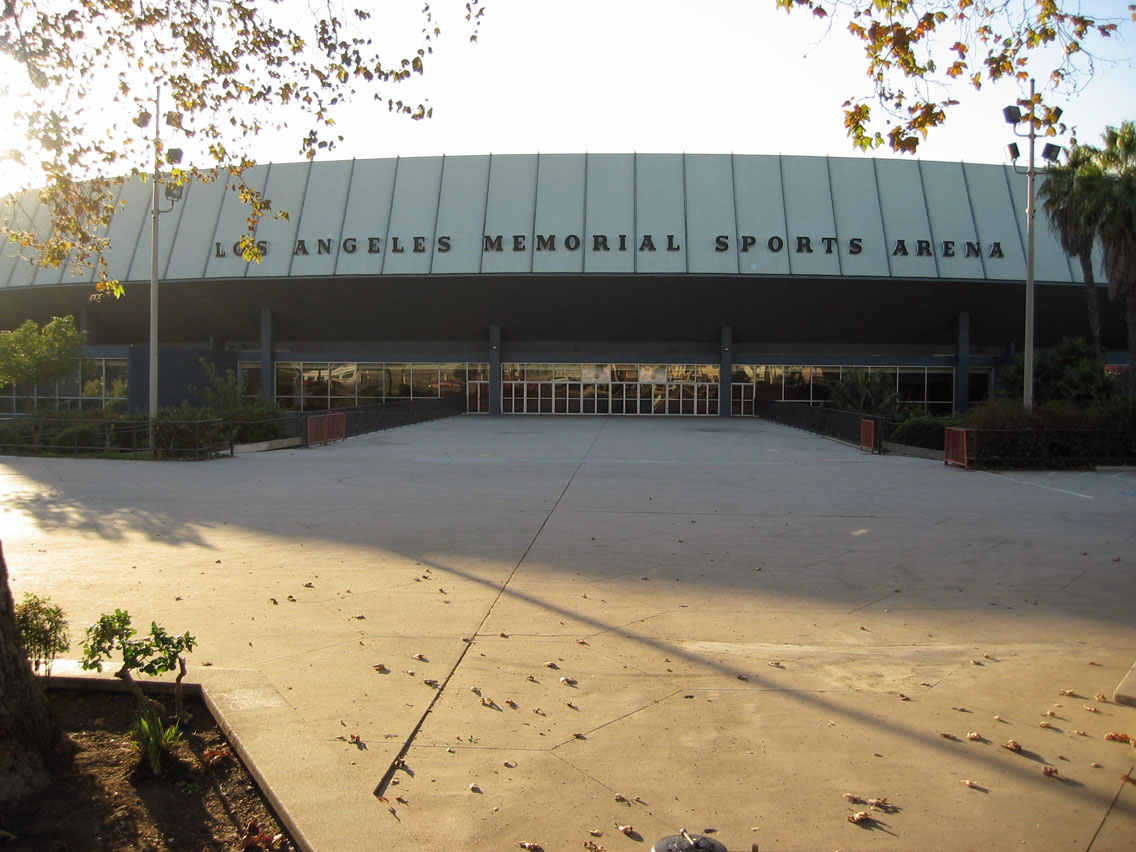
Los Angeles Memorial Sports Arena – olimpijska arena bokserska

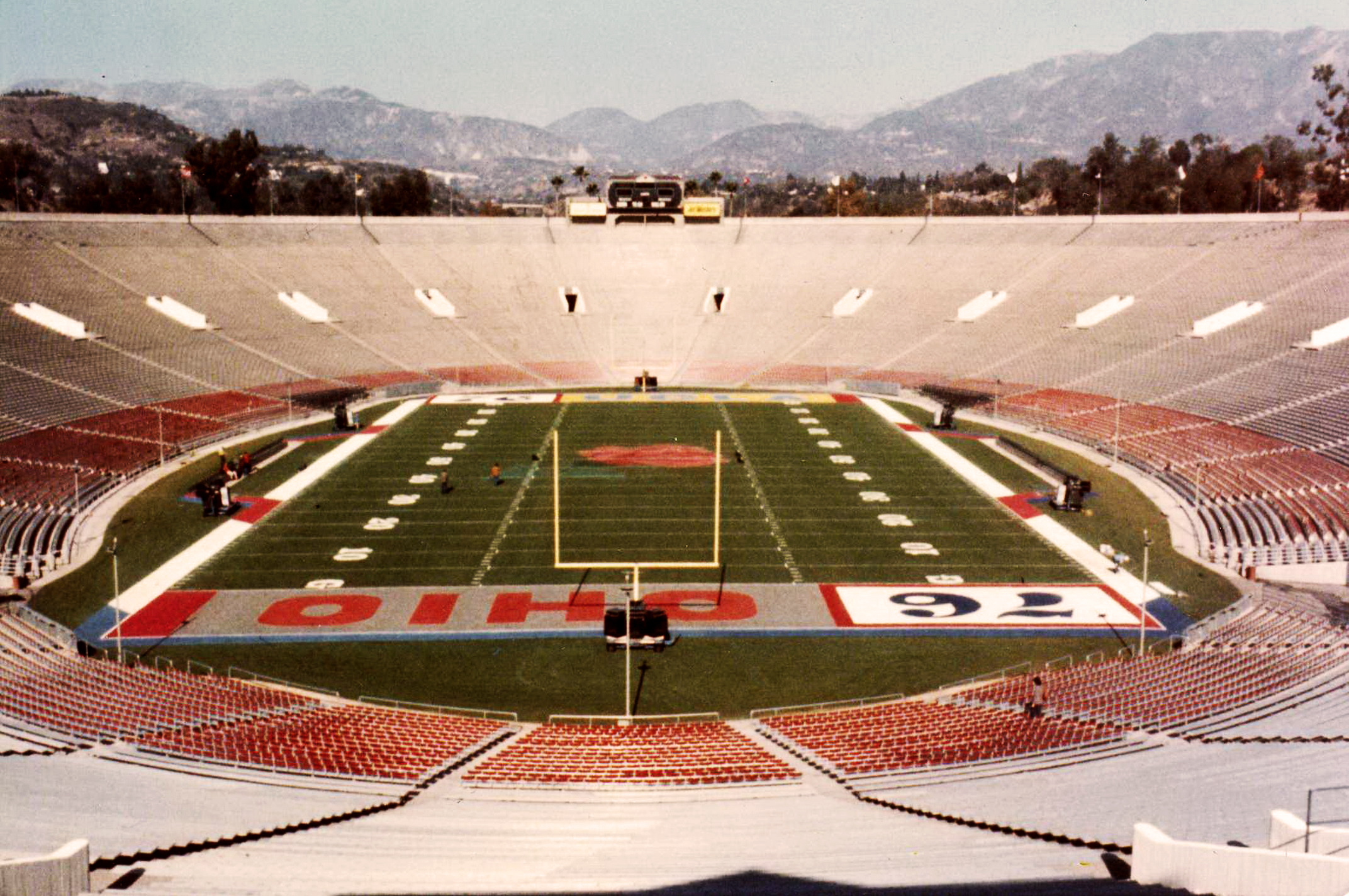
Stadion Rose Bowl w Pasadenie – gospodarz finałowego meczu olimpijskiego turnieju piłkarskego

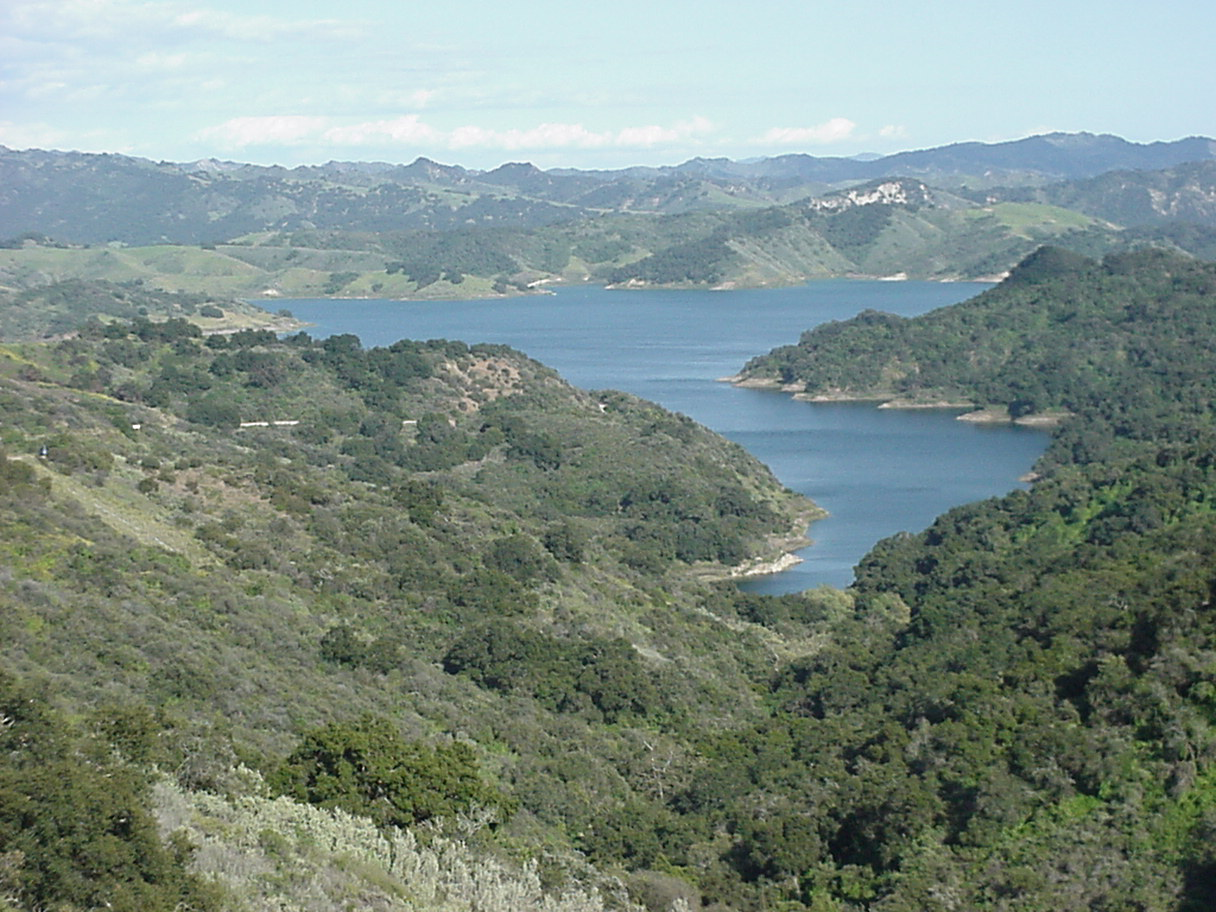
Jezioro Casitas w hrabstwie Ventura podczas igrzysk gościło zawody w kajakarstwie i wioślarstwie

Obiekty sportowe na terenie miasta Los Angeles:
- Los Angeles Memorial Coliseum – ceremonia otwarcia i zamknięcia, lekkoatletyka
- Los Angeles Memorial Sports Arena – boks
- Dodger Stadium – baseball
- Edwin W. Pauley Pavilion – gimnastyka
- Eagle’s Nest Arena – judo
- Olympic Swim Stadium – pływanie, pływanie synchroniczne, skoki do wody
- Los Angeles Tennis Center – tenis
- Albert Gersten Pavilion – podnoszenie ciężarów
- ulice Los Angeles – lekkoatletyka

Obiekty sportowe w południowej Kalifornii (oprócz Los Angeles):
- El Dorado Park, Long Beach – łucznictwo
- Kia Forum, Inglewood – koszykówka
- Jezioro Casitas, Hrabstwo Ventura – kajakarstwo, wioślarstwo
- Olympic Velodrome, Carson – kolarstwo
- Santa Anita Park, Arcadia – jeździectwo
- Fairbanks Ranch Country Club, Rancho Santa Fe – jeździectwo
- Long Beach Convention Center, Long Beach – szermierka, siatkówka
- Rose Bowl, Pasadena – piłka nożna
- Titan Gymnasium, Fullerton – piłka ręczna
- Weingart Stadium, Monterey Park – hokej na trawie
- Coto de Caza, Hrabstwo Orange – pięciobój nowoczesny
- Prado Regional Park, Chino – strzelectwo
- Raleigh Runnels Memorial Pool, Malibu – piłka wodna
- Anaheim Convention Center, Anaheim – zapasy
- Long Beach Shoreline Marina, Long Beach – żeglarstwo
- Heritage Park Aquatic Center, Irvine – pięciobój nowoczesny
- ulice Mission Viejo – kolarstwo
- ulice Santa Monica – lekkoatletyka

Pozostałe obiekty:
- Harvard Stadium, Boston – piłka nożna
- Navy-Marine Corps Memorial Stadium, Annapolis – piłka nożna
- Stanford Stadium, Stanford – piłka nożna

## Statystyka medalowa
W klasyfikacji medalowej igrzysk zwyciężyli zdecydowanie Amerykanie zdobywając 174 medale (83 złote, 61 srebrnych, 30 brązowych). Drugie miejsce zdobyli Rumuni z 53 medalami (20 złotych, 16 srebrnych, 17 brązowych). Trzecie miejsce zdobyli Niemcy z 59 medalami (17 złotych, 19 srebrnych, 23 brązowe). Najwięcej medali zdobyli Ecaterina Szabó z Rumunii i Amerykanin Carl Lewis.
| Klasyfikacja medalowa              |                   |       |        |      |       |
| Lp.                                | Państwo           | złoto | srebro | brąz | razem |
| 1                                  | Stany Zjednoczone | 83    | 61     | 30   | 174   |
| 2                                  | Rumunia           | 20    | 16     | 17   | 53    |
| 3                                  | RFN               | 17    | 19     | 23   | 59    |
| 4                                  | Chiny             | 15    | 8      | 9    | 32    |
| 5                                  | Włochy            | 14    | 6      | 12   | 32    |
| 6                                  | Kanada            | 10    | 18     | 16   | 44    |
| 7                                  | Japonia           | 10    | 8      | 14   | 32    |
| 8                                  | Nowa Zelandia     | 8     | 1      | 2    | 11    |
| 9                                  | Jugosławia        | 7     | 4      | 7    | 18    |
| 10                                 | Korea Południowa  | 6     | 6      | 7    | 19    |
| Zobacz pełną klasyfikację medalową |                   |       |        |      |       |

## Maskotka
Sam jest bielikiem amerykańskim wzorowanym na Wuju Samie, który pojawiał się często na różnych plakatach propagandowych. Zaprojektował go Robert Moore ze studia Walta Disneya.

## Prawa do transmisji
Igrzyska były transmitowane przez następujące stacje telewizyjne:
- Australia: Network Ten
- Brazylia: Rede Globo, Rede Manchete, SBT, Rede Bandeirantes
- Brunei: RTB
- Chiny: CCTV
- Filipiny: NBN
- Francja: TF1
- Hiszpania: TVE
- Holandia: NPO
- Hongkong: ATV i TVB
- Indie: Doordarshan
- Indonezja: Televisi Republik Indonesia
- Irlandia: RTÉ
- Japonia: NHK
- Kanada: CBC
- Korea Południowa: KBS i MBC
- Makau: TDM
- Malezja: TV3
- Meksyk: Televisa
- NRD: DFF
- RFN: ARD i ZDF
- Nowa Zelandia: TVNZ
- Polska: TVP
- Singapur: MediaCorp
- Stany Zjednoczone: ABC
- Szwecja: SVT
- Tajlandia: NBT
- Tajwan: TTV, CTV i CTS
- Turcja: TRT
- Węgry: MTV
- Wielka Brytania: BBC
- Włochy: RAI
- ZSRR: Centralna Telewizja ZSRR

## Oficjalne gry Igrzysk
Atari zostało nazwane oficjalną grą wideo i komputerem letnich IO 1984. Dla uczestników oznaczało to dostęp do automatów, konsol i komputerów Atari w ich mieszkaniach. Dla pozostałych osób oznaczało to możliwość obejrzenia planowanych zawodów w międzynarodowych e-sportowych rozgrywkach z mistrzami z wielu krajów.
Wykorzystywano także komputery Atari 800 do analizy wyników i różnych danych w reprezentacji siatkarek.
Doszło też do pewnego skandalu – Epyx wysłał grę „Summer Olympics” Sowietom, by mogli chociaż wirtualnie uczestniczyć w IO. Problemem nie było to, że zostali włączeni jako uczestnicy igrzysk – wiadomość o bojkocie dotarła do firmy prawdopodobnie za późno. Po tygodniu ich ambasada odpisała, że dziękują za dyskietki, ale jest jeden mały problem. Problemem było to, że byli oni użytkownikami Atari, a dostali wersję na C64. Epyx szybko wysłał wersję na Atari, ale nie dostał odpowiedzi czy gra się podobała. Możliwe też, że urażeni byli użyciem „Międzynarodówki” zamiast poprawnego hymnu ZSRR.